# Alūksne (novads)
Alūksne (łot.: Alūksnes novads) – jeden z łotewskich novadsów, funkcjonujący od 2009.
W skład novadsu wchodzą: 
- miasto: Alūksne
- pagastsy: Alsviķi, Anna, Ilzene, Jaunalūksne, Jaunanna, Jaunlaicene, Kalncempji, Liepna, Maliena, Mālupe, Mārkalne, Pededze, Veclaicene, Zeltiņi, Ziemeri

## Historia
Novads powstało na terenach należących przed 2009 do rejonu Alūksne.
Podczas reformy administracyjnej w 2021 terytorium novadsu nie uległo zmianie.